# Здание Русско-Азиатского банка (Владикавказ)
Здание Русско-Азиатского банка — памятник архитектуры во Владикавказе, Северная Осетия. Объект культурного наследия России регионального значения. Находится в историческом центре города на улице Миллера, д. 1.
С начала XX века во Владикавказе действовал филиал Русско-Азиатского банка. В начале 1910-х годов у банка возникла необходимость приобрести другое здание с более обширными помещениями для банковской деятельности. Представители банка договорились с домовладелицей Е. А. Соколовской надстроить второй этаж для банковских помещений на её одноэтажном домовладении на Гимназической улице, д. 1. Проект выполнял городской архитектор В. И. Грозмани. К первому этажу, где по-прежнему проживала собственница здания, был пристроен второй этаж с навершием, имеющим чешуйчатые элементы. Банк начал свою работу в этом здании в 1912 году.
До нашего времени не сохранился первоначальный вид фасада. В 2000-е годы во время строительных работ было уничтожено оригинальное навершие здания. Современное навершие было создано на основе архивных фотографий владикавказским архитектором, профессором архитектурно-строительного факультета ГТУ Сосланом Фёдоровичем Цаллаговым.
В настоящее время в здании находится отделение Сбербанка.